# Kirchamba
Kirchamba is een gemeente (commune) in de regio Timboektoe in Mali. De gemeente telt 4100 inwoners (2009).
De gemeente bestaat uit de volgende plaatsen:
- Dag Dossa
- Dag Koba
- Debaye
- Fadjibayendjé
- Gabongo
- Groupeille
- Kirchamba
- Koundar